# Giulia Sergas
Giulia Sergas (Trieste, 26 dicembre 1979) è una golfista italiana.

## Dilettanti
Nel 2016 si qualifica per le Olimpiadi estive a Rio de Janeiro, in Brasile, concludendo la competizione olimpica in 55ª posizione.